# Diego Figueredo
Diego Figueredo est un footballeur international paraguayen né le 28 avril 1982 à Asuncion.

## Carrière
- 2001-2004 : Club Olimpia  Paraguay
- 2004-2005 : Real Valladolid  Espagne
- 2005-2006 : Boavista  Portugal
- 2006 : Real Valladolid  Espagne
- 2007 : CD Godoy Cruz  Argentine
- 2008 : Cerro Porteño  Paraguay
- 2009 : Everton de Viña del Mar  Chili
- 2010- : Club Olimpia  Paraguay